# Yvp music
yvp music war ein unabhängiges deutsches Tonträgerunternehmen, das der Verleger und Musikproduzent York von Prittwitz und Gaffron (1937–2021) 1984 gründete und leitete. Das Label veröffentlichte mehr als 700 Tonträger.

## Geschichte
Das Label yvp, das 1985 seine Arbeit aufnahm, konzentrierte sich auf Jazz aus Europa, mit einem Schwerpunkt auf der italienischen Szene. Dort waren Musiker wie Enrico Pieranunzi, Carlo Actis Dato, Tiziana Ghiglioni, Franco D’Andrea, Cristina Zavalloni, Guido DiLeono, Tony Pancella, Stefano Sabatini oder Romano Mussolini neben Joe Kienemann, Gijs Hendriks, Imre Köszegi, Rick Hollander, Klaus Wagenleiter, Christian Stock, Martin Schrack, Hans-Peter Salentin, Jo Mikovich, Annette Neuffer, Jochen Baldes und Rainer Pusch unter Vertrag. Dabei wurde auch jüngeren Musikern wie Manfred Billmann, Katja Mair, Barbara Jungfer, Robert Keßler oder David Helbock Gelegenheit gegeben, sich zu präsentieren.
Als weitere Unterlabel bestanden das dem zeitgenössischen Jazz vorbehaltene Label ART-PUR mit Musikern wie Daniel Studer oder Hubert Winter/Michael Wollny und das Label DEMON, das Produktionen des Easy Listening präsentierte. Weiterhin vertrieb yvp music das italienische Label Splasc(h) in Deutschland.

## Lexikalische Einträge
- Jürgen Wölfer: Jazz in Deutschland. Das Lexikon. Alle Musiker und Plattenfirmen von 1920 bis heute. Hannibal, Höfen 2008, ISBN 978-3-85445-274-4.